# Liste der Kulturdenkmale in Berlin-Steglitz

Lage von Steglitz in Berlin

In der Liste der Kulturdenkmale von Steglitz sind die Kulturdenkmale des Berliner Ortsteils Steglitz im Bezirk Steglitz-Zehlendorf aufgeführt.

## Denkmalbereiche (Ensembles)
| Nr.      | Lage | Offizielle Bezeichnung                                                              | Bestandteile / Beschreibung | Bild                                        |
| -------- | --- | ----------------------------------------------------------------------------------- | --- | ------------------------------------------- |
| 09065446 | Ahornstraße 27–32 Zimmermannstraße 2–7 (Lage)                                                             | Mietshäuser Viktoriapark                                                            | Bestandteile des Ensembles: | Bestandteile des Ensembles:                 |
| 09065446 | Ahornstraße 27–32 Zimmermannstraße 2–7 (Lage)                                                             | Mietshäuser Viktoriapark                                                            | 09065447 – Ahornstraße 27, Mietshaus, 1888–1889 von Fritz A. Wanckel                                                                                       | Wohnhaus Ahornstr. 27                       |
| 09065446 | Ahornstraße 27–32 Zimmermannstraße 2–7 (Lage)                                                             | Mietshäuser Viktoriapark                                                            | 09065448 – Ahornstraße 28, Mietshaus, 1888–1890 von Fritz A. Wanckel                                                                                       | Wohnhaus Ahornstr. 28                       |
| 09065446 | Ahornstraße 27–32 Zimmermannstraße 2–7 (Lage)                                                             | Mietshäuser Viktoriapark                                                            | 09065449 – Ahornstraße 29, Mietshaus, 1888–1890 von Fritz A. Wanckel                                                                                       | Wohnhaus Ahornstr. 29                       |
| 09065446 | Ahornstraße 27–32 Zimmermannstraße 2–7 (Lage)                                                             | Mietshäuser Viktoriapark                                                            | 09065450 – Ahornstraße 30, Mietshaus, 1888–1889 von Fritz A. Wanckel                                                                                       | Wohnhaus Ahornstr. 30                       |
| 09065446 | Ahornstraße 27–32 Zimmermannstraße 2–7 (Lage)                                                             | Mietshäuser Viktoriapark                                                            | 09065451 – Ahornstraße 31, Mietshaus, 1888–1890 von Fritz A. Wanckel                                                                                       | Wohnhaus Ahornstr. 31                       |
| 09065446 | Ahornstraße 27–32 Zimmermannstraße 2–7 (Lage)                                                             | Mietshäuser Viktoriapark                                                            | 09065452 – Ahornstraße 32, Mietshaus, 1888–1890 von Fritz A. Wanckel                                                                                       | Wohnhaus Ahornstr. 32                       |
| 09065446 | Ahornstraße 27–32 Zimmermannstraße 2–7 (Lage)                                                             | Mietshäuser Viktoriapark                                                            | 09065664 – Zimmermannstraße 2–4, Mietshaus, 1902–1903 von James Ruhemann                                                                                   | Mietshaus Zimmermannstr. 2–4                |
| 09065446 | Ahornstraße 27–32 Zimmermannstraße 2–7 (Lage)                                                             | Mietshäuser Viktoriapark                                                            | 09065665 – Zimmermannstraße 5–7, Mietshaus, 1903–1904 von James Ruhemann                                                                                   | Wohnhaus Zimmermannstr. 5–7                 |
| 09065453 | Albrechtstraße 5 Berlinickestraße 16A (Lage)                                                              | S-Bahnhof Rathaus Steglitz Baudenkmal siehe: Albrechtstraße 5                       | Weitere Bestandteile des Ensembles: | Weitere Bestandteile des Ensembles:         |
| 09065453 | Albrechtstraße 5 Berlinickestraße 16A (Lage)                                                              | S-Bahnhof Rathaus Steglitz Baudenkmal siehe: Albrechtstraße 5                       | 09065455 – Ostausgang, südlicher Pavillon, um 1910 von Ruhemann                                                                                            | Südlicher Pavillon, Ostausgang S-Bahnhof    |
| 09065453 | Albrechtstraße 5 Berlinickestraße 16A (Lage)                                                              | S-Bahnhof Rathaus Steglitz Baudenkmal siehe: Albrechtstraße 5                       | 09065456 – Ostausgang, nördlicher Pavillon (Blumenpavillon), 1909 von Johann Sinnig, Eisenkonstruktion von der Fa. Böttger                                 | Nördlicher Pavillon, Ostausgang S-Bahnhof   |
| 09065457 | Albrechtstraße 7–13, 119, 124 Mittelstraße 37 Schützenstraße 52–54 (Lage)                                 | Geschäfts- und Mietshäuser Baudenkmale siehe: Albrechtstraße 7; 8; 11; 12           | Weitere Bestandteile des Ensembles: | Weitere Bestandteile des Ensembles:         |
| 09065457 | Albrechtstraße 7–13, 119, 124 Mittelstraße 37 Schützenstraße 52–54 (Lage)                                 | Geschäfts- und Mietshäuser Baudenkmale siehe: Albrechtstraße 7; 8; 11; 12           | 09065460 – Albrechtstraße 9, Mietshaus, 1909–1910 von Carl Elsner                                                                                          | Albrechtstr. 9                              |
| 09065457 | Albrechtstraße 7–13, 119, 124 Mittelstraße 37 Schützenstraße 52–54 (Lage)                                 | Geschäfts- und Mietshäuser Baudenkmale siehe: Albrechtstraße 7; 8; 11; 12           | 09065461 – Albrechtstraße 10, Mietshaus, 1903–1904 von Johann Sinnig                                                                                       | Albrechtstr. 10                             |
| 09065457 | Albrechtstraße 7–13, 119, 124 Mittelstraße 37 Schützenstraße 52–54 (Lage)                                 | Geschäfts- und Mietshäuser Baudenkmale siehe: Albrechtstraße 7; 8; 11; 12           | 09065464 – Albrechtstraße 13, Mietshaus, 1896–1897 von C. Balzer                                                                                           | Albrechtstr. 13                             |
| 09065457 | Albrechtstraße 7–13, 119, 124 Mittelstraße 37 Schützenstraße 52–54 (Lage)                                 | Geschäfts- und Mietshäuser Baudenkmale siehe: Albrechtstraße 7; 8; 11; 12           | 09065470 – Albrechtstraße 119, Mietshaus, 1895–1897 von Friedrich Krüger                                                                                   | Albrechtstr. 119                            |
| 09065457 | Albrechtstraße 7–13, 119, 124 Mittelstraße 37 Schützenstraße 52–54 (Lage)                                 | Geschäfts- und Mietshäuser Baudenkmale siehe: Albrechtstraße 7; 8; 11; 12           | 09065471 – Albrechtstraße 124, Mietshaus mit Läden, 1895–1896 von Böhnke                                                                                   | Albrechstr. 124                             |
| 09065457 | Albrechtstraße 7–13, 119, 124 Mittelstraße 37 Schützenstraße 52–54 (Lage)                                 | Geschäfts- und Mietshäuser Baudenkmale siehe: Albrechtstraße 7; 8; 11; 12           | 09065579 – Mittelstraße 37 / Schützenstraße 52, Mietshaus, 1899–1900 von Friedrich Suchland                                                                | Mietshaus Mittelstr. 37/Schützenstr. 52     |
| 09065457 | Albrechtstraße 7–13, 119, 124 Mittelstraße 37 Schützenstraße 52–54 (Lage)                                 | Geschäfts- und Mietshäuser Baudenkmale siehe: Albrechtstraße 7; 8; 11; 12           | 09065649 – Schützenstraße 53, Mietshaus, 1898–1899 von Wilhelm Suchland                                                                                    | Mietshaus Schützenstr. 53                   |
| 09065457 | Albrechtstraße 7–13, 119, 124 Mittelstraße 37 Schützenstraße 52–54 (Lage)                                 | Geschäfts- und Mietshäuser Baudenkmale siehe: Albrechtstraße 7; 8; 11; 12           | 09065650 – Schützenstraße 54, Mietshaus mit Läden, 1898–1899 von Wilhelm Suchland                                                                          | Mietshaus Schützenstr. 54                   |
| 09065490 | Breitenbachplatz 7/21 Brentanostraße 2/14, 18/20 Schildhornstraße 46 Spinozastraße 1–4 (Lage)             | Platzrandbebauung Breitenbachplatz Gesamtanlage siehe: Breitenbachplatz 11/15       | Weitere Bestandteile des Ensembles: | Weitere Bestandteile des Ensembles:         |
| 09065490 | Breitenbachplatz 7/21 Brentanostraße 2/14, 18/20 Schildhornstraße 46 Spinozastraße 1–4 (Lage)             | Platzrandbebauung Breitenbachplatz Gesamtanlage siehe: Breitenbachplatz 11/15       | 09065493 – Breitenbachplatz 17/19, Mietshaus, 1930–1931 von Paulus & Paulus                                                                                | Mietshaus und Läden, Breitenbachplatz 17/19 |
| 09065490 | Breitenbachplatz 7/21 Brentanostraße 2/14, 18/20 Schildhornstraße 46 Spinozastraße 1–4 (Lage)             | Platzrandbebauung Breitenbachplatz Gesamtanlage siehe: Breitenbachplatz 11/15       | 09065494 – Breitenbachplatz 21, Mietshaus, 1933 von Ferdinand Ratzig                                                                                       | Mietshaus und Läden, Breitenbachplatz 21    |
| 09065490 | Breitenbachplatz 7/21 Brentanostraße 2/14, 18/20 Schildhornstraße 46 Spinozastraße 1–4 (Lage)             | Platzrandbebauung Breitenbachplatz Gesamtanlage siehe: Breitenbachplatz 11/15       | Läden und Kino |                                             |
| 09065490 | Breitenbachplatz 7/21 Brentanostraße 2/14, 18/20 Schildhornstraße 46 Spinozastraße 1–4 (Lage)             | Platzrandbebauung Breitenbachplatz Gesamtanlage siehe: Breitenbachplatz 11/15       | 09065491 – Brentanostraße 2/6 / Schildhornstraße 46, Teil einer Wohnanlage, 1927–1929 von Bleier und Clement, Wiederaufbau 1953–1954 von Gerhard Klose (?) | Wohnanlage Brentanostraße/Breitenbachplatz  |
| 09065501 | Dijonstraße 9–11, 13–18, 20 Beymestraße 10A Goebenstraße 7–8 Im Gartenheim 1–6 Sedanstraße 7–9, 13 (Lage) | Mietshäuser Gesamtanlage siehe: Dijonstraße 9–11...                                 | Weitere Bestandteile des Ensembles: | Weitere Bestandteile des Ensembles:         |
| 09065501 | Dijonstraße 9–11, 13–18, 20 Beymestraße 10A Goebenstraße 7–8 Im Gartenheim 1–6 Sedanstraße 7–9, 13 (Lage) | Mietshäuser Gesamtanlage siehe: Dijonstraße 9–11...                                 | 09065484 – Beymestraße 10A / Sedanstraße 7, Mietshaus, 1911–1912 von Fritz Ludwig                                                                          |                                             |
| 09065501 | Dijonstraße 9–11, 13–18, 20 Beymestraße 10A Goebenstraße 7–8 Im Gartenheim 1–6 Sedanstraße 7–9, 13 (Lage) | Mietshäuser Gesamtanlage siehe: Dijonstraße 9–11...                                 | 09065503 – Dijonstraße 20, Mietshaus, 1913 von Henri Könke                                                                                                 |                                             |
| 09065501 | Dijonstraße 9–11, 13–18, 20 Beymestraße 10A Goebenstraße 7–8 Im Gartenheim 1–6 Sedanstraße 7–9, 13 (Lage) | Mietshäuser Gesamtanlage siehe: Dijonstraße 9–11...                                 | 09065652 – Sedanstraße 8, Mietshaus, 1913 von Paul Müller                                                                                                  |                                             |
| 09065501 | Dijonstraße 9–11, 13–18, 20 Beymestraße 10A Goebenstraße 7–8 Im Gartenheim 1–6 Sedanstraße 7–9, 13 (Lage) | Mietshäuser Gesamtanlage siehe: Dijonstraße 9–11...                                 | 09065653 – Sedanstraße 9, Mietshaus, 1913 von Kurt Thale                                                                                                   |                                             |
| 09065523 | Grunewaldstraße 19–20 (Lage)                                                                              | Villen Baudenkmal siehe: Grunewaldstraße 20                                         | Weiterer Bestandteil des Ensembles: | Weiterer Bestandteil des Ensembles:         |
| 09065523 | Grunewaldstraße 19–20 (Lage)                                                                              | Villen Baudenkmal siehe: Grunewaldstraße 20                                         | 09065524 – Grunewaldstraße 19, Einfamilienhaus, 1883 von Max Nagel                                                                                         | Grunewaldstr. 19                            |
| 09065533 | Holsteinische Straße 47–48 Schöneberger Straße 2–3, 14–14B (Lage)                                         | Mietshäuser                                                                         | Bestandteile des Ensembles: | Bestandteile des Ensembles:                 |
| 09065533 | Holsteinische Straße 47–48 Schöneberger Straße 2–3, 14–14B (Lage)                                         | Mietshäuser                                                                         | 09065534 – Holsteinische Straße 47 / Schöneberger Straße 14–14B, Mietshaus, 1906–1907 von Otto Hausherr                                                    | Holsteinische Str. 47                       |
| 09065533 | Holsteinische Straße 47–48 Schöneberger Straße 2–3, 14–14B (Lage)                                         | Mietshäuser                                                                         | 09065535 – Holsteinische Straße 48 / Schöneberger Straße 2–3, Mietshaus, 1908–1909 von H. Seidel                                                           | Holsteinischer Str. 48                      |
| 09065536 | Hubertusstraße 1, 14 Schloßstraße 106–108 (Lage)                                                          | Mietshäuser Baudenkmal siehe: Schloßstraße 106                                      | Weitere Bestandteile des Ensembles: | Weitere Bestandteile des Ensembles:         |
| 09065536 | Hubertusstraße 1, 14 Schloßstraße 106–108 (Lage)                                                          | Mietshäuser Baudenkmal siehe: Schloßstraße 106                                      | 09065537 – Hubertusstraße 1, Mietshaus, 1897 von K. Flemming                                                                                               | Mietshaus Hubertusstr. 1                    |
| 09065536 | Hubertusstraße 1, 14 Schloßstraße 106–108 (Lage)                                                          | Mietshäuser Baudenkmal siehe: Schloßstraße 106                                      | 09065538 – Hubertusstraße 14 / Schloßstraße 107–108, Mietshaus, 1906–1907 von Max Heinrich, Fassade: Patrzek & Januszkiewicz                               | Mietshaus Hubertusstr. 14                   |
| 09065539 | Kantstraße 1–5, 19–21 Filandastraße 11 (Lage)                                                             | Wohn- und Mietshäuser                                                               | Bestandteile des Ensembles: | Bestandteile des Ensembles:                 |
| 09065539 | Kantstraße 1–5, 19–21 Filandastraße 11 (Lage)                                                             | Wohn- und Mietshäuser                                                               | 09065509 – Filandastraße 11, Mietshaus, 1893–1895 von Wilhelm Conrad, Anbau 1908–1910 von Wilhelm Conrad                                                   | Filandastr. 11                              |
| 09065539 | Kantstraße 1–5, 19–21 Filandastraße 11 (Lage)                                                             | Wohn- und Mietshäuser                                                               | 09065540 – Kantstraße 1, Mietshaus, 1893 von Wilhelm Conrad                                                                                                | Kantstr. 1                                  |
| 09065539 | Kantstraße 1–5, 19–21 Filandastraße 11 (Lage)                                                             | Wohn- und Mietshäuser                                                               | 09065541 – Kantstraße 2, Wohnhaus, 1889–1890 von W. Ernst                                                                                                  | Kantstr. 2                                  |
| 09065539 | Kantstraße 1–5, 19–21 Filandastraße 11 (Lage)                                                             | Wohn- und Mietshäuser                                                               | 09065542 – Kantstraße 3, Wohnhaus, 1890 von W. Ernst | Kantstr. 3                                  |
| 09065539 | Kantstraße 1–5, 19–21 Filandastraße 11 (Lage)                                                             | Wohn- und Mietshäuser                                                               | 09065543 – Kantstraße 4, Wohnhaus, 1891–1892 von W. Ernst                                                                                                  | Kantstr. 4                                  |
| 09065539 | Kantstraße 1–5, 19–21 Filandastraße 11 (Lage)                                                             | Wohn- und Mietshäuser                                                               | 09065544 – Kantstraße 5, Mietshaus, 1893 von W. Ernst | Kantstr. 5                                  |
| 09065539 | Kantstraße 1–5, 19–21 Filandastraße 11 (Lage)                                                             | Wohn- und Mietshäuser                                                               | 09065545 – Kantstraße 19, Wohnhaus, 1890 von W. Ernst | Kantstr. 19                                 |
| 09065539 | Kantstraße 1–5, 19–21 Filandastraße 11 (Lage)                                                             | Wohn- und Mietshäuser                                                               | 09065546 – Kantstraße 20, Wohnhaus, 1891 von W. Ernst | Kantstr. 20                                 |
| 09065539 | Kantstraße 1–5, 19–21 Filandastraße 11 (Lage)                                                             | Wohn- und Mietshäuser                                                               | 09065547 – Kantstraße 21, Wohnhaus, 1896 von M. Otte | Kantstr. 21                                 |
| 09065570 | Markelstraße 58–61 (Lage)                                                                                 | Mietshäuser                                                                         | Bestandteile des Ensembles: | Bestandteile des Ensembles:                 |
| 09065570 | Markelstraße 58–61 (Lage)                                                                                 | Mietshäuser                                                                         | 09065571 – Markelstraße 58, Mietshaus, 1904–1905 von F. P. Siebert                                                                                         | Markelstr. 58                               |
| 09065570 | Markelstraße 58–61 (Lage)                                                                                 | Mietshäuser                                                                         | 09065572 – Markelstraße 59, Mietshaus, 1904–1905 von F. P. Siebert                                                                                         | Markelstr. 59                               |
| 09065570 | Markelstraße 58–61 (Lage)                                                                                 | Mietshäuser                                                                         | 09065573 – Markelstraße 60, Mietshaus, 1905–1906 von F. P. Siebert                                                                                         | Markelstr. 60                               |
| 09065570 | Markelstraße 58–61 (Lage)                                                                                 | Mietshäuser                                                                         | 09065574 – Markelstraße 61, Mietshaus, 1904–1905 von Carl Hantz                                                                                            | Markelstr. 61                               |
| 09065583 | Muthesiusstraße 4/6, 9/11, 12/14 (Lage)                                                                   | Mietshäuser                                                                         | Bestandteile des Ensembles: | Bestandteile des Ensembles:                 |
| 09065583 | Muthesiusstraße 4/6, 9/11, 12/14 (Lage)                                                                   | Mietshäuser                                                                         | 09065582 – Muthesiusstraße 4, Mietshaus, 1912 von Wilhelm Reiche                                                                                           | Muthesiusstr. 4                             |
| 09065583 | Muthesiusstraße 4/6, 9/11, 12/14 (Lage)                                                                   | Mietshäuser                                                                         | 09065584 – Muthesiusstraße 6, Mietshaus, 1904–1906 von James Ruhemann                                                                                      | Muthesiusstr. 6                             |
| 09065583 | Muthesiusstraße 4/6, 9/11, 12/14 (Lage)                                                                   | Mietshäuser                                                                         | 09065585 – Muthesiusstraße 9/11, Mietshaus, 1905–1906 von Ernst Salem                                                                                      | Muthesiusstr. 9–11                          |
| 09065583 | Muthesiusstraße 4/6, 9/11, 12/14 (Lage)                                                                   | Mietshäuser                                                                         | 09065586 – Muthesiusstraße 12, Mietshaus, 1904–1905 von Otto Hausherr                                                                                      | Muthesiusstr. 12                            |
| 09065583 | Muthesiusstraße 4/6, 9/11, 12/14 (Lage)                                                                   | Mietshäuser                                                                         | 09065587 – Muthesiusstraße 14, Mietshaus, 1904–1905 von Wilhelm Reiche                                                                                     | Muthesiusstr. 14                            |
| 09065596 | Robert-Lück-Straße 1 Südendstraße 1–2 (Lage)                                                              | Mietshäuser Baudenkmal siehe: Südendstraße 1                                        | Weitere Bestandteile des Ensembles: | Weitere Bestandteile des Ensembles:         |
| 09065596 | Robert-Lück-Straße 1 Südendstraße 1–2 (Lage)                                                              | Mietshäuser Baudenkmal siehe: Südendstraße 1                                        | 09065597 – Robert-Lück-Straße 1, Mietshaus, um 1895 | Mietshaus Robert-Lück-Str. 1                |
| 09065596 | Robert-Lück-Straße 1 Südendstraße 1–2 (Lage)                                                              | Mietshäuser Baudenkmal siehe: Südendstraße 1                                        | 09065660 – Südendstraße 2, Mietshaus, 1899–1900 von Wessel und Burchardt                                                                                   | Mietshaus Südendstr. 2                      |
| 09065599 | Rothenburgstraße 14–15 Lepsiusstraße 111 (Lage)                                                           | Königliche Blindenanstalt Steglitz Baudenkmal siehe: Rothenburgstraße 14            | Weitere Bestandteile des Ensembles: | Weitere Bestandteile des Ensembles:         |
| 09065599 | Rothenburgstraße 14–15 Lepsiusstraße 111 (Lage)                                                           | Königliche Blindenanstalt Steglitz Baudenkmal siehe: Rothenburgstraße 14            | 09065601 – Portierhaus mit Seilerei, 1875–1876 von Jacobsthal und Stüve, mehrfach umgebaut                                                                 | Blindenhilfserk, Rothenburgstr. 14/15       |
| 09065599 | Rothenburgstraße 14–15 Lepsiusstraße 111 (Lage)                                                           | Königliche Blindenanstalt Steglitz Baudenkmal siehe: Rothenburgstraße 14            | 09065602 – Ökonomiegebäude, 1891 von Bohl, Umbauten 1897 von Kirchhoff, 1928 von Koerber                                                                   |                                             |
| 09065599 | Rothenburgstraße 14–15 Lepsiusstraße 111 (Lage)                                                           | Königliche Blindenanstalt Steglitz Baudenkmal siehe: Rothenburgstraße 14            | 09065603 – Museum, 1904–1906 von Bandel, Umbauten 1956, 1959                                                                                               | Blindenmuseum, Rothenburgstr. 14            |
| 09065599 | Rothenburgstraße 14–15 Lepsiusstraße 111 (Lage)                                                           | Königliche Blindenanstalt Steglitz Baudenkmal siehe: Rothenburgstraße 14            | 09065604 – Blindenheim, 1890 von Bohl |                                             |
| 09065611 | Schildhornstraße 12, 85A, 86–94 Lepsiusstraße 31/33 (Lage)                                                | Mietshäuser Baudenkmale siehe: Schildhornstraße 12; 85A; 86                         | Weitere Bestandteile des Ensembles: | Weitere Bestandteile des Ensembles:         |
| 09065611 | Schildhornstraße 12, 85A, 86–94 Lepsiusstraße 31/33 (Lage)                                                | Mietshäuser Baudenkmale siehe: Schildhornstraße 12; 85A; 86                         | 09065616 – Schildhornstraße 87, Mietshaus, 1897–1899 von Schrade                                                                                           | Mietshaus Schildhornstr. 87                 |
| 09065611 | Schildhornstraße 12, 85A, 86–94 Lepsiusstraße 31/33 (Lage)                                                | Mietshäuser Baudenkmale siehe: Schildhornstraße 12; 85A; 86                         | 09065617 – Schildhornstraße 89, Mietshaus, 1901–1902 von F. P. Siebert                                                                                     | Mietshaus Schildhorsntr. 89                 |
| 09065611 | Schildhornstraße 12, 85A, 86–94 Lepsiusstraße 31/33 (Lage)                                                | Mietshäuser Baudenkmale siehe: Schildhornstraße 12; 85A; 86                         | 09065618 – Schildhornstraße 90, Mietshaus, 1893–1895 von Gustav Partke                                                                                     | Mietshaus Schildhornstr. 90                 |
| 09065611 | Schildhornstraße 12, 85A, 86–94 Lepsiusstraße 31/33 (Lage)                                                | Mietshäuser Baudenkmale siehe: Schildhornstraße 12; 85A; 86                         | 09065619 – Schildhornstraße 91, Mietshaus, um 1900 | Mietshaus Schildhornstr. 91                 |
| 09065611 | Schildhornstraße 12, 85A, 86–94 Lepsiusstraße 31/33 (Lage)                                                | Mietshäuser Baudenkmale siehe: Schildhornstraße 12; 85A; 86                         | 09065620 – Schildhornstraße 92, Mietshaus, 1902–1903 von Robert Metzger                                                                                    | Mietshaus Schildhornstr. 92                 |
| 09065611 | Schildhornstraße 12, 85A, 86–94 Lepsiusstraße 31/33 (Lage)                                                | Mietshäuser Baudenkmale siehe: Schildhornstraße 12; 85A; 86                         | 09065621 – Schildhornstraße 93, Mietshaus, 1898–1899 von H. Schwiertz                                                                                      | Mietshaus Schildhornstr. 93                 |
| 09065611 | Schildhornstraße 12, 85A, 86–94 Lepsiusstraße 31/33 (Lage)                                                | Mietshäuser Baudenkmale siehe: Schildhornstraße 12; 85A; 86                         | 09065622 – Schildhornstraße 94, Mietshaus, 1901–1902 von Wilhelm Reiche                                                                                    | Mietshaus Schildhornstr. 94                 |
| 09065611 | Schildhornstraße 12, 85A, 86–94 Lepsiusstraße 31/33 (Lage)                                                | Mietshäuser Baudenkmale siehe: Schildhornstraße 12; 85A; 86                         | Nicht konstituierender Bestandteil des Ensembles: Schildhornstraße 88                                                                                      |                                             |
| 09065630 | Schloßstraße 43–44E Rothenburgstraße 31A–33 (Lage)                                                        | Ev. Matthäuskirche, Dorfkirchhof Steglitz Baudenkmale siehe: Schloßstraße 44; 44A–E | Weitere Bestandteile des Ensembles: | Weitere Bestandteile des Ensembles:         |
| 09065630 | Schloßstraße 43–44E Rothenburgstraße 31A–33 (Lage)                                                        | Ev. Matthäuskirche, Dorfkirchhof Steglitz Baudenkmale siehe: Schloßstraße 44; 44A–E | 09065608 – Rothenburgstraße 32, Pfarrhaus, 1897 von A. Westphal                                                                                            | Pfarrhaus Rothenburgstr. 32                 |
| 09065630 | Schloßstraße 43–44E Rothenburgstraße 31A–33 (Lage)                                                        | Ev. Matthäuskirche, Dorfkirchhof Steglitz Baudenkmale siehe: Schloßstraße 44; 44A–E | 09065609 – Rothenburgstraße 33, Villa, 1903–1904 von Robert Poseck                                                                                         | Villa Rothenburgstr. 33                     |
| 09065630 | Schloßstraße 43–44E Rothenburgstraße 31A–33 (Lage)                                                        | Ev. Matthäuskirche, Dorfkirchhof Steglitz Baudenkmale siehe: Schloßstraße 44; 44A–E | 09065631 – Schloßstraße 43, Dorfkirchhof Steglitz | Kirchhof vor der Matthäuskirche             |
| 09065636 | Schloßstraße 48 Wrangelstraße 2 (Lage)                                                                    | Gutshaus Steglitz Baudenkmale siehe: Schloßstraße 48, Gutshaus; Wirtschaftsgebäude  | Weiterer Bestandteil des Ensembles: | Weiterer Bestandteil des Ensembles:         |
| 09065636 | Schloßstraße 48 Wrangelstraße 2 (Lage)                                                                    | Gutshaus Steglitz Baudenkmale siehe: Schloßstraße 48, Gutshaus; Wirtschaftsgebäude  | 09065637 – Schloßstraße 48, Kino Adria, 1951–1952 von Hans Bielenberg                                                                                      | Kino Adria                                  |

## Denkmalbereiche (Gesamtanlagen)
| Nr.      | Lage | Offizielle Bezeichnung                                  | Beschreibung                                                                          | Bild                                     |
| -------- | --- | ------------------------------------------------------- | ------------------------------------------------------------------------------------- | ---------------------------------------- |
| 09065469 | Albrechtstraße 72A–74 Liliencronstraße 8–10 (Lage)                                                                                       | Wohnanlage Albrechtspark                                | 1910–1911 von Hermann Buchholz                                                        |                                          |
| 09065475 | Am Fichtenberg 10–11 (Lage) | Stiftung Französisches Waisenhaus                       | Haus I, 1914–1916 von F. Götze und A. Härtel                                          | Stiftung Französisches Waisenhaus        |
| 09065475 | Am Fichtenberg 10–11 (Lage) | Stiftung Französisches Waisenhaus                       | Haus II                                                                               | Haus II des Französischen Waisenhauses   |
| 09065475 | Am Fichtenberg 10–11 (Lage) | Stiftung Französisches Waisenhaus                       | Mosaikpflasterung des Steglitzer Stadtwappens im Gehweg, 1914                         | Mosaikpflasterung des Steglitzer Wappens |
| 09065482 | Bergstraße 57–61A Altmarkstraße 2–2B Friedrichsruher Straße 19–24 Göttinger Straße 15/17 (Lage)                                          | Wohnanlage                                              | 1928–1929 von Mebes & Emmerich                                                        |                                          |
| 09065486 | Bismarckstraße 34–36 Lauenburger Straße Stirnerstraße 1/15 (Lage)                                                                        | Appartementhaus                                         | 1958–1959 von Max Taut                                                                |                                          |
| 09065486 | Bismarckstraße 34–36 Lauenburger Straße Stirnerstraße 1/15 (Lage)                                                                        | Wohnanlage                                              | 1958–1959 von Max Taut                                                                |                                          |
| 09065492 | Breitenbachplatz 11/15 Brentanostraße 8/14, 18/20 Spinozastraße 1–4 (Lage)                                                               | Wohnanlage Bestandteil des Ensembles: Breitenbachplatz  | 1925–1926 von Hermann Muthesius                                                       | Wohnanlage Breitenbachplatz 11/13        |
| 09065502 | Dijonstraße 9–11, 13–18 Goebenstraße 7–8 Im Gartenheim 1–6 Sedanstraße 13 (Lage)                                                         | Mietshausgruppen Bestandteil des Ensembles: Dijonstraße | Dijonstraße 13–18, 3 Mietshäuser, 1913–1914 von Heinrich Lotz                         |                                          |
| 09065502 | Dijonstraße 9–11, 13–18 Goebenstraße 7–8 Im Gartenheim 1–6 Sedanstraße 13 (Lage)                                                         | Mietshausgruppen Bestandteil des Ensembles: Dijonstraße | Im Gartenheim 1–6                                                                     |                                          |
| 09065502 | Dijonstraße 9–11, 13–18 Goebenstraße 7–8 Im Gartenheim 1–6 Sedanstraße 13 (Lage)                                                         | Mietshausgruppen Bestandteil des Ensembles: Dijonstraße | Dijonstraße 9–11                                                                      |                                          |
| 09065502 | Dijonstraße 9–11, 13–18 Goebenstraße 7–8 Im Gartenheim 1–6 Sedanstraße 13 (Lage)                                                         | Mietshausgruppen Bestandteil des Ensembles: Dijonstraße | Goebenstraße 7–8                                                                      |                                          |
| 09065511 | Forststraße 18–23, 32–34 Björnsonstraße 22, 25–29 Brentanostraße 23 Buggestraße 14–21 Opitzstraße 1–5 (Lage)                             | Wohnanlage                                              | 1924–1928 von Bruno Ahrends                                                           | Björnsonstr. 22 · Forststr. 19           |
| 09065514 | Friedrichsruher Platz Friedrichsruher Straße 6A Schönhauser Straße 15 (Lage)                                                             | Ev. Lukaskirche                                         | Pfarrhaus, 1914–1917 von Walter Kern                                                  | Pfarrhaus der Lukaskirche                |
| 09065514 | Friedrichsruher Platz Friedrichsruher Straße 6A Schönhauser Straße 15 (Lage)                                                             | Ev. Lukaskirche                                         | Kirche, 1914–1917 von Walter Kern                                                     | Evangelische Lukaskirche                 |
| 09065515 | Fritschweg 1–16 Grillparzerstraße 15–16 Rückertstraße 4–5 (Lage)                                                                         | Wohnanlage Steglitz II                                  | 1907–1908 von Paul Mebes und Walther Schmarje (siehe auch Gartendenkmal Außenanlagen) | Rückertstr. 4                            |
| 09065518 | Gritznerstraße 18/20 Treitschkestraße 31–32 (Lage)                                                                                       | Ev. Patmos-Kirche und Gemeindezentrum                   | Kirche, 1961–1964 von Peter Lehrecke                                                  | Ev. Patmos-Kirche                        |
| 09065518 | Gritznerstraße 18/20 Treitschkestraße 31–32 (Lage)                                                                                       | Ev. Patmos-Kirche und Gemeindezentrum                   | Kirchturm und Eingang                                                                 | Ev. Patmos-Kirche                        |
| 09065518 | Gritznerstraße 18/20 Treitschkestraße 31–32 (Lage)                                                                                       | Ev. Patmos-Kirche und Gemeindezentrum                   | Gemeindezentrum                                                                       | Gemeindezentrum                          |
| 09065552 | Klingsorstraße 22/34 Leydenallee 45 Lutherstraße 10–11 Vereinsweg 1–3 (Lage)                                                             | Wohnanlage Steglitz I                                   | 1901–1904 von Erich Köhn                                                              |                                          |
| 09065553 | Klingsorstraße 35/59, 50/58 Barsekowstraße 27/29 Birkbuschstraße 65 Goebenstraße 1–2 Gravelottestraße 1–7 Johanna-Stegen-Straße 2 (Lage) | Wohnanlage Steglitz III                                 | Durchfahrt, 1928–1929 von Paul Zimmerreimer                                           |                                          |
| 09065553 | Klingsorstraße 35/59, 50/58 Barsekowstraße 27/29 Birkbuschstraße 65 Goebenstraße 1–2 Gravelottestraße 1–7 Johanna-Stegen-Straße 2 (Lage) | Wohnanlage Steglitz III                                 | Wohnhof, 1928–1929 von Paul Zimmerreimer                                              |                                          |
| 09065553 | Klingsorstraße 35/59, 50/58 Barsekowstraße 27/29 Birkbuschstraße 65 Goebenstraße 1–2 Gravelottestraße 1–7 Johanna-Stegen-Straße 2 (Lage) | Wohnanlage Steglitz III                                 | Freiflächen, um 1929                                                                  |                                          |
| 09065554 | Kniephofstraße 51–54 Lauenburger Straße 28/32 Lothar-Bucher-Straße 8–9 Schönhauser Straße 17–17A, 18A (Lage)                             | Wohnanlage                                              | 1925–1926 von Mebes & Emmerich                                                        |                                          |
| 09065568 | Markelstraße 31–36 Gritznerstraße 10/14 Paulsenstraße 26–28 Treitschkestraße 22–27 (Lage)                                                | Wohnanlage                                              | 1925–1926 von Otto Spalding                                                           | Wohnanlage, Treitschkestr. 22/23         |
| 09065580 | Munsterdamm 1–52 Hanstedter Weg 2–4 Immenweg 1–4, 5/31 Kottesteig 1–4 Steglitzer Damm 47/57C, 65 (Lage)                                  | Rauchlose Siedlung                                      | Straßenbauten, 1930–1931 von Mebes & Emmerich und Heinrich Straumer                   |                                          |
| 09065580 | Munsterdamm 1–52 Hanstedter Weg 2–4 Immenweg 1–4, 5/31 Kottesteig 1–4 Steglitzer Damm 47/57C, 65 (Lage)                                  | Rauchlose Siedlung                                      | Zeilenbauten, 1930–1931 von Mebes & Emmerich und Heinrich Straumer                    |                                          |
| 09065590 | Orleansstraße 5/11 (Lage) | Reihenhäuser                                            | 1923 von Hamacher                                                                     |                                          |
| 09065592 | Plantagenstraße 8–9 (Lage) | Schule und Turnhalle                                    | Schule, 1888 von Kuhligk & Wissner, erweitert 1895                                    | Schulgebäude (1888/1895)                 |
| 09065592 | Plantagenstraße 8–9 (Lage) | Schule und Turnhalle                                    | Turnhalle 1924–1925 von Fritz Freymüller                                              |                                          |
| 09065593 | Plantagenstraße 12–14 Südendstraße 16–18A (Lage)                                                                                         | Feuerwache Steglitz mit Mietshaus                       | Feuerwache, 1924–1925 von Fritz Freymüller                                            | Feuerwache Steglitz, Südendstr. 18A      |
| 09065593 | Plantagenstraße 12–14 Südendstraße 16–18A (Lage)                                                                                         | Feuerwache Steglitz mit Mietshaus                       | Mietshaus Plantagenstraße 12                                                          |                                          |
| 09065593 | Plantagenstraße 12–14 Südendstraße 16–18A (Lage)                                                                                         | Feuerwache Steglitz mit Mietshaus                       | Mietshaus Südendstraße 16–18                                                          |                                          |
| 09097832 | Schloßstraße 16–17 Deitmeyerstraße Schildhornstraße 1a Schloßstraße Zimmermannstraße (Lage)                                              | Verkehrsknoten Steglitz                                 | Turmrestaurant Bierpinsel, 1967–1976 von Ralf Schüler und Ursulina Schüler-Witte      |                                          |
| 09097832 | Schloßstraße 16–17 Deitmeyerstraße Schildhornstraße 1a Schloßstraße Zimmermannstraße (Lage)                                              | Verkehrsknoten Steglitz                                 | U-Bahnhof Schloßstraße                                                                |                                          |
| 09097832 | Schloßstraße 16–17 Deitmeyerstraße Schildhornstraße 1a Schloßstraße Zimmermannstraße (Lage)                                              | Verkehrsknoten Steglitz                                 | Joachim-Tiburtius-Brücke                                                              |                                          |
| 09065657 | Stephanstraße 29–33 Borstellstraße 38/40 (Lage)                                                                                          | Mietshäuser                                             | Stephanstraße, 1906–1907 von Carl und Emil Schneider                                  | Stephanstr. 29–33                        |
| 09065657 | Stephanstraße 29–33 Borstellstraße 38/40 (Lage)                                                                                          | Mietshäuser                                             | Borstellstraße 38, 1906–1907 von Carl und Emil Schneider                              |                                          |
| 09065657 | Stephanstraße 29–33 Borstellstraße 38/40 (Lage)                                                                                          | Mietshäuser                                             | Borstellstraße 40, 1906–1907 von Carl und Emil Schneider                              |                                          |
| 09065657 | Stephanstraße 29–33 Borstellstraße 38/40 (Lage)                                                                                          | Mietshäuser                                             | Hinterhofgebäude, 1906–1907 von Carl und Emil Schneider                               |                                          |

## Baudenkmale
| Nr.       | Lage                                                                      | Offizielle Bezeichnung | Beschreibung | Bild                                                                                    |
| --------- | ------------------------------------------------------------------------- | --- | --- | --------------------------------------------------------------------------------------- |
| 09065443  | Ahornstraße 6 (Lage)                                                      | Mietshaus & Treppenhaus | 1886–1889 von A. Westphal | Mietshaus Ahornstr. 6                                                                   |
| 09065443  | Ahornstraße 6 (Lage)                                                      | Mietshaus & Treppenhaus | Treppenhaus |                                                                                         |
| 09065444  | Ahornstraße 14 (Lage)                                                     | Mietshaus | 1908–1909 von Paul O. Böttcher | Mietshaus Ahornstr. 14                                                                  |
| 09065445  | Ahornstraße 15 (Lage)                                                     | Mietshaus | 1890–1891 von O. Sommerburg | Mietshaus Ahornstr. 15                                                                  |
| 09065454  | Albrechtstraße 5 Berlinickestraße 16A (Lage)                              | S-Bahnhof Rathaus Steglitz Bestandteil des Ensembles: Bahnhof Berlin Rathaus Steglitz                                                     | Bahnsteigüberdachung Typenentwurf vom Eisenbahn-Baubureau (Oertel, Krause) | S-Bahnhof Rathaus Steglitz                                                              |
| 09065454  | Albrechtstraße 5 Berlinickestraße 16A (Lage)                              | S-Bahnhof Rathaus Steglitz Bestandteil des Ensembles: Bahnhof Berlin Rathaus Steglitz                                                     | Nördlicher Zugang um 1890, verändert | S-Bahnhof Rathaus Steglitz                                                              |
| 09065454  | Albrechtstraße 5 Berlinickestraße 16A (Lage)                              | S-Bahnhof Rathaus Steglitz Bestandteil des Ensembles: Bahnhof Berlin Rathaus Steglitz                                                     | Bahnsteigaufbauten |                                                                                         |
| 09065454  | Albrechtstraße 5 Berlinickestraße 16A (Lage)                              | S-Bahnhof Rathaus Steglitz Bestandteil des Ensembles: Bahnhof Berlin Rathaus Steglitz                                                     | Fußgängertunnel | Fußgängertunnel S-Bahnhof Rathaus Steglitz · Fußgängertunnel S-Bahnhof Rathaus Steglitz |
| 09065458  | Albrechtstraße 7 Berlinickestraße (Lage)                                  | Wohn- und Geschäftshaus Bestandteil des Ensembles: Albrechtstraße                                                                         | 1904–1905 von Wilhelm Gutzeit | Albrechtstr. 7, Ecke Berlinickestraße                                                   |
| 09065459  | Albrechtstraße 8 (Lage)                                                   | Wohn- und Geschäftshaus Bestandteil des Ensembles: Albrechtstraße                                                                         | 1905 von Wilhelm Gutzeit | Albrechtstr. 8                                                                          |
| 09065462  | Albrechtstraße 11 Schützenstraße 1–2 (Lage)                               | Mietshausgruppe Bestandteil des Ensembles: Albrechtstraße                                                                                 | 1900–1901 von H. Spuck | Albrechtstr. 11                                                                         |
| 09065463  | Albrechtstraße 12 Schützenstraße (Lage)                                   | Mietshaus Bestandteil des Ensembles: Albrechtstraße                                                                                       | 1897–1898 von C. Balzer | Albrechtstr. 12                                                                         |
| 09065465  | Albrechtstraße 47A (Lage)                                                 | Schäferei | 1887, Umbau 1982 |                                                                                         |
| 09065466  | Albrechtstraße 54A–B (Lage)                                               | Wohnhaus und Remise | 1873 von A. Fritze (?) |                                                                                         |
| 09065466  | Albrechtstraße 54A–B (Lage)                                               | Wohnhaus und Remise | Remise |                                                                                         |
| 09065467  | Albrechtstraße 59–60B Borstellstraße 51/55 (Lage)                         | Wohnanlage | 1928–1929 von Rudolf Maté |                                                                                         |
| 09065468  | Albrechtstraße 69 Stephanstraße 1–2 (Lage)                                | Mietshaus | 1906–1907 von Franz Papenfuss, Fritz Heussler | Albrechtstr. 69                                                                         |
| 09065472  | Albrechtstraße 131 Düppelstraße (Lage)                                    | Wohn- und Geschäftshaus | 1912–1913 von F. Gericke | Albrechtstr. 131/Hermann-Ehlers-Platz                                                   |
| 09065473  | Albrechtstraße 132 Schloßstraße 88 (Lage)                                 | Wohn- und Geschäftshaus | 1908–1909 von Robert Metzger | Albrechtstr. 132/Ecke Schloßstraße                                                      |
| 09065474  | Altmarkstraße 23–25 Friedrichsruher Straße 35 Kniephofstraße 28–29 (Lage) | Wohnanlage | 1925–1926 von Franz Seeck |                                                                                         |
| 09065476  | Arno-Holz-Straße 10 (Lage)                                                | Landhaus | 1904–1905 von Otto Stahn, Heinrich Schweitzer | Landhaus Arno-Holz-Str. 10                                                              |
| 09065477  | Arno-Holz-Straße 15 (Lage)                                                | Landhaus | 1921–1922 von Jürgen Bachmann (siehe auch Gartendenkmal Landhausgarten) | Landhaus Arno-Holz-Str. 15                                                              |
| 09065478  | Arno-Holz-Straße 16 (Lage)                                                | Wohnhaus | 1928–1929 von Bruno Schneidereit | Wohnhaus Arno-Holz-Str. 16                                                              |
| 09065479  | Barsekowstraße 14/16 Schalloppstraße (Lage)                               | Dampfwaschanstalt Germania, Gewerbebau | 1898 von Gustav Lilienthal (?) | Dampfwaschanstalt Germania, BArsekowstr. 14/16                                          |
| 09065480  | Bergstraße 1 Heesestraße 13–14 Robert-Lück-Straße (Lage)                  | Postamt Steglitz 1 | 1907–1909 von Wilhelm Walter | Postamt Steglitz I, Bergstr. 1                                                          |
| 09065481  | Bergstraße 38 (Lage)                                                      | Wasserturm auf dem Friedhof Steglitz | 1915 von Hans Heinrich Müller | Wasserturm Steglitz                                                                     |
| 09065483  | Bergstraße 90 (Lage)                                                      | Stadtbad Steglitz | Hallenbad, 1906–1908 von Richard Blunck, Erweiterung 1928–1931 von Fritz Freymüller. Seit 2002 wird das Gebäude nicht mehr als Schwimmbad genutzt. Im Oktober 2020 wurde ein Interessenbekundungsverfahren gestartet, um das Bauwerk im Jugendstil wieder einer Nutzung zuzuführen. | Stadtbad Steglitz                                                                       |
| 09065483  | Bergstraße 90 (Lage)                                                      | Stadtbad Steglitz | Mietshaus | Mietshaus                                                                               |
| 09065483  | Bergstraße 90 (Lage)                                                      | Stadtbad Steglitz | Bäderhaus | Bäderhaus                                                                               |
| 09065483  | Bergstraße 90 (Lage)                                                      | Stadtbad Steglitz | Waschhaus | Waschhaus                                                                               |
| 09065485  | Birkbuschstraße 18 (Lage)                                                 | Friedrichs-Stift, Waisenhaus und Schule                                                                                                   | 1889–1890 von Friedrich Schulze | Schule (ehem. Friedrichs-Stift)                                                         |
| 09065487  | Bismarckstraße 46–47C (Lage)                                              | Wohnanlage | 1926 von Johann Riegelmann | Wohnanlage Bismarckstr. 46–47c                                                          |
| 09065488  | Bismarckstraße 72–73 Sachsenwaldstraße 6–7 (Lage)                         | Mietshaus | 1928–1929 von Hans Altmann |                                                                                         |
| 09065489  | Braillestraße 3 Wulffstraße (Lage)                                        | Mietshaus | 1893–1894 von Georg Lübcke | Braillestr. 3                                                                           |
| 09065495  | Breite Straße 37 Mittelstraße (Lage)                                      | Einfamilienhaus | 1883 von Robert Schmidt | Einfamilienhaus Breite Str. 37                                                          |
| 09065496  | Buhrowstraße 19 (Lage)                                                    | Haus Henning | 1923 von Otto Rudolf Salvisberg, erweitert 1929–1930 von Paul Rudolf Henning (siehe auch Gartendenkmal Hausgarten) |                                                                                         |
| 09065497  | Carl-Heinrich-Becker-Weg 9 (Lage)                                         | Einfamilienhaus (heute: Sitz des Verlags Duncker & Humblot)                                                                               | 1878 von Georg Toebelmann, 1908–1909; Fassade verändert | Carl-Heinrich-Becker-Weg 9                                                              |
| 09065498  | Carl-Heinrich-Becker-Weg 13/15 (Lage)                                     | Remise (Gartengebäude) | 1893 von Leo Nauenberg (?), Umbau zum Wohnhaus 1909 von Hermann Muthesius |                                                                                         |
| 09065499  | Carl-Heinrich-Becker-Weg 19 (Lage)                                        | Einfamilienhaus | 1935 von Ludwig Hilberseimer (siehe auch Gartendenkmal Hausgarten) |                                                                                         |
| 09065500  | Deitmerstraße 9–9B (Lage)                                                 | Mietshaus | 1901–1902 von Paul Jatzow |                                                                                         |
| 09065504  | Dünther Straße 11 (Lage)                                                  | Mietshaus | 1885–1886 von Fritz Körner, 1924 Umbau von Friedrich Hoffmann und Paul Stephanowitz; Vorgarteneinfriedung, um 1924 | Mietshaus Dünther Str. 11                                                               |
| 09065505  | Düppelstraße 41, Hinterhof (Lage)                                         | Stallgebäude (ehem. Synagoge Steglitz) | 1872–1873 von Karl Kuhligk, Umbau zur Synagoge 1897 von Johann Sinnig | Stallgebäude (ehem. Synagoge Steglitz)                                                  |
| 09065506  | Elisenstraße 7 (Lage)                                                     | Mietshaus (Vorderhaus) und Wohnhaus (Hinterhaus)                                                                                          | Vorderhaus 1903–1904 von Gustav Bähr und Gustav Schäfer |                                                                                         |
| 09065506  | Elisenstraße 7 (Lage)                                                     | Mietshaus (Vorderhaus) und Wohnhaus (Hinterhaus)                                                                                          | Wohnhaus (Hinterhaus) vor 1869 |                                                                                         |
| 09065507  | Feuerbachstraße (Lage)                                                    | S-Bahnhof Feuerbachstraße | Empfangsgebäude, 1932–1933, Wiederaufbau 1951–1952 von Karl Waske | S-Bahnhof Feuerbachstraße                                                               |
| 09065507  | Feuerbachstraße (Lage)                                                    | S-Bahnhof Feuerbachstraße | Bahnsteig, 1932–1933, Wiederaufbau 1951–1952 von Karl Waske | S-Bahnhof Feuerbachstraße                                                               |
| 09065508  | Feuerbachstraße 30 Alsenstraße 8 (Lage)                                   | Mietshaus | 1908–1909 von Hugo Peterson | Mietshaus Feuerbachstr. 30                                                              |
| 09065510  | Flemmingstraße 14B Paulsenstraße 22 (Lage)                                | Jugendheim | 1928–1929 von Fritz Freymüller | Jugendheim Flemmingstraße 14B                                                           |
| 09065512  | Fregestraße 52 (Lage)                                                     | Mietshaus | 1891 von C. Heckel |                                                                                         |
| 09065513  | Fregestraße 53 (Lage)                                                     | Wohnhaus | 1887–1888 von Bäthge |                                                                                         |
| 09065516  | Grabertstraße 4 Gurlittstraße (Lage)                                      | Wohnhaus | 1872–1873, Umbau 1921 und 1963 |                                                                                         |
| 09065517  | Gritznerstraße 2/6 Kreuznacher Straße 17/19 Markelstraße 27–30 (Lage)     | Wohnanlage | 1926–1927 von Paul Stephanowitz, Umbau 1952 |                                                                                         |
| 09065519  | Gritznerstraße 21/23 (Lage)                                               | Gemeinde-Doppelschule (heute: Dunant-Grundschule)                                                                                         | 1911–1912 von Hans Heinrich Müller, Umbau 1976 | Dunant-Grundschule                                                                      |
| 09065520  | Gritznerstraße 57 Flemmingstraße 19 (Lage)                                | Paulsen-Oberschule | 1906–1908, Umbau 1957 | Paulsen-Gymnasium, Gritznerstraße                                                       |
| 09065521  | Gritznerstraße 58 (Lage)                                                  | Mietshaus mit Vorgarteneinfriedung | 1899–1900 von H. Franzke | Gritznerstr. 58                                                                         |
| 09065522  | Gritznerstraße 74 (Lage)                                                  | Einfamilienhaus | 1907–1908 von Hans Schwab, Umbau 1976 | Einfamilienhaus Gritznerstr. 74                                                         |
| 09065525  | Grunewaldstraße 20 (Lage)                                                 | Villa Bestandteil des Ensembles: Grunewaldstraße                                                                                          | 1883 von Max Nagel, 1907–1908 Umbau; mit Vorgarteneinfriedung | Villa Grunewaldstr. 20                                                                  |
| 09065526  | Grunewaldstraße 24 (Lage)                                                 | Einfamilienhaus | 1886 von Ludwig Kuehn, Umbau 1901 und 1951 | Einfamilienhaus Grunewaldstr. 24                                                        |
| 09065527  | Grunewaldstraße 35 Schmidt-Ott-Straße 11 (Lage)                           | Verwaltungsgebäude (heute: Theaterwissenschaftliches Institut der FU Berlin)                                                              | 1938–1940 von Hans Th. Lehmann, Umbau 1956 | Verwaltungsgebäude Grunewaldstr. 35                                                     |
| 09065528  | Grunewaldstraße 43 (Lage)                                                 | Wohnhaus mit Vorgarteneinfriedung | 1892 von F. Reissig, Umbau 1920 von Tagmann & Kuche | Wohnhaus mit Vorgarteneinfriedung                                                       |
| 09065529  | Grunewaldstraße 44 (Lage)                                                 | Wohnhaus (heute: Private Kant-Grundschule)                                                                                                | 1906–1907 von Adolph Born | Wohnhaus Grunewaldstr. 44                                                               |
| 09065530  | Grunewaldstraße 55 (Lage)                                                 | Schwartzsche Villa | 1895–1897 von Christian Heidecke, Umbau 1919–1920 von B. Noack und Ludwig Antz | Schwartzsche Villa                                                                      |
| 09065531  | Heesestraße 3 (Lage)                                                      | Mietshaus | 1875 von Johann Friedrich Krüger | Heesestr. 3                                                                             |
| 09065532  | Heesestraße 15 (Lage)                                                     | Progymnasium (heute: Gymnasium Steglitz)                                                                                                  | 1890 von Otto Techow | Gymnasium Steglitz                                                                      |
| 09065548  | Karl-Stieler-Straße 10–11 (Lage)                                          | Gemeinde-Doppelschule (heute: Markus-Grundschule)                                                                                         | 1909–1910 von Hans Heinrich Müller, Umbau 1956 |                                                                                         |
| 09065549  | Kelchstraße 31 (Lage)                                                     | Parfümerie-Fabrik Scherk (heute: Freie Universität Berlin, Institut für Pharmazie)                                                        | 1926–1927 von Fritz Höger, Umbau 1961 von Jochen Brodführer | ehem. Parfümerie-Fabrik Scherk                                                          |
| 09065551  | Kieler Straße 11 (Lage)                                                   | Kath. Rosenkranzbasilika | 1899–1900 von Christoph Hehl | IKatholische Rosenkranzbasilika                                                         |
| 09065555  | Körnerstraße 30 Menckenstraße Poschingerstraße (Lage)                     | Expressionistische Straßenfront einer ehemaligen Großgarage                                                                               | 1924–1926 von H. Bock | Menckenstr. 17                                                                          |
| 09065556  | Lauenburger Straße 24 Sachsenwaldstraße 20–22 (Lage)                      | Sachsenwald-Grundschule | 1955–1956 vom Hochbauamt Steglitz |                                                                                         |
| 09065558  | Lepsiusstraße 86 Grunewaldstraße (Lage)                                   | Mehrfamilienhaus | 1872–1873 von Julius Schaarschuh (?), Umbauten 1906 und 1912 | Mehrfamilienhaus Lepsiusstr. 86                                                         |
| 09065559  | Lepsiusstraße 96 (Lage)                                                   | Haus Paulsen (Wohnhaus des Pädagogen Friedrich Paulsen)                                                                                   | 1886 von Heinrich Otto Hoffmann, Umbauten 1895 von Johann Sinnig und 1956 |                                                                                         |
| 09065560  | Lepsiusstraße 101 (Lage)                                                  | Wohnhaus | 1888 von E. Meyer, Umbau 1909 von Leibnitz | Wohnhaus Lepsiusstr. 101                                                                |
| 09065561  | Lepsiusstraße 112 (Lage)                                                  | Einfamilienhaus | 1936 von Hugo Häring |                                                                                         |
| 09065562  | Lepsiusstraße 116 (Lage)                                                  | Einfamilienhaus | 1933–1935 von Mebes & Emmerich, Umbau 1961 (siehe auch Gartendenkmal Hausgarten) | Einfamilienhaus Lepsiusstr. 116                                                         |
| 09065563  | Leydenallee 47 (Lage)                                                     | Zweifamilienhaus | 1874–1875 von Paul Roetger (siehe auch Gartendenkmal Villengarten) |                                                                                         |
| 09065564  | Leydenallee 79 (Lage)                                                     | Mietshaus | 1872–1873 von P. Wintz |                                                                                         |
| 09065565  | Leydenallee 95 (Lage)                                                     | Wohnhaus | 1873 von M. Roesner | Wohnhaus Leydenallee 95                                                                 |
| 09065566  | Liebenowzeile 7 (Lage)                                                    | Wohnhaus | 1893–1894 von F. Mollberg, Umbau 1907 von Karl Hein |                                                                                         |
| 09065567  | Markelstraße 8 (Lage)                                                     | Mietshaus | 1904 von Carl Hauk | Mietshaus Markelstr. 8                                                                  |
| 09065569  | Markelstraße 53 (Lage)                                                    | Mietshaus | 1907 von F. P. Siebert | Markelstr. 53                                                                           |
| 09065575  | Martinstraße 1 Schützenstraße 41 (Lage)                                   | Mietshaus mit Vorgarteneinfriedung | um 1905 |                                                                                         |
| 09065576  | Maßmannstraße 4 (Lage)                                                    | Mietshaus | 1912–1913 von Georg Pählchen |                                                                                         |
| 09065577  | Menckenstraße 25–26A (Lage)                                               | Mietshaus | 1924–1925 von Bruno Schneidereit |                                                                                         |
| 09065578  | Mittelstraße 33 (Lage)                                                    | Gemeindehaus | 1905–1907 von Johann Sinnig |                                                                                         |
| 09065581f | Muthesiusstraße 1 Schloßstraße 31 (Lage)                                  | Mietshaus | 1904–1905 von Patrzek & von Januszkiewicz | Schloßstr. 31                                                                           |
| 09065589  | Oehlertring 46 (Lage)                                                     | Einfamilienhaus | 1936–1937 von Otto Rudolf Salvisberg | Oehlertring 46                                                                          |
| 09065589  | Oehlertring 46 (Lage)                                                     | Einfamilienhaus | Terrassenanlage, um 1937 von Richard und Ludwig Lesser |                                                                                         |
| 09065591  | Peschkestraße 2–3 (Lage)                                                  | Mietshaus | 1903–1904 von Franz von Gerlach |                                                                                         |
| 09065594  | Poschingerstraße 7 (Lage)                                                 | Mietshaus | 1929–1931 von Rudolf Kohlbecker |                                                                                         |
| 09065595  | Rheinstraße 40 (Lage)                                                     | Rheineck-Apotheke, Ladenausbau | 1908–1909 von Bruno Möhring |                                                                                         |
| 09065598  | Rothenburgstraße 12 (Lage)                                                | Wohnhaus (heute: Institut für Ökologie der TU Berlin)                                                                                     | 1909–1910 von Paul O. A. Baumgarten (siehe auch Gartendenkmal Forschungs- und Lehrgarten) | Rothenburgstr. 12 (heute: TU Berlin)                                                    |
| 09065600  | Rothenburgstraße 14 (Lage)                                                | Schulgebäude und Verwaltungsgebäude der Königlichen Blindenanstalt Steglitz Bestandteil des Ensembles: Königliche Blindenanstalt Steglitz | 1875–1876 von Jacobsthal und Stüve, mehrfach umgebaut (heute: Johann-August-Zeune-Schule für Blinde und Berufsfachschule Dr. Silex) | Blindenschule, Rothenburgstr. 14                                                        |
| 09065600  | Rothenburgstraße 14 (Lage)                                                | Schulgebäude und Verwaltungsgebäude der Königlichen Blindenanstalt Steglitz Bestandteil des Ensembles: Königliche Blindenanstalt Steglitz | Vorgarten, um 1875 | Vorgarten, Berlin-Steglitz Rothenburgstr. 14                                            |
| 09065605  | Rothenburgstraße 16–17 (Lage)                                             | Finanzamt | 1910–1911 von Hans Heinrich Müller (heute: Rothenburg-Grundschule) | Rothenburgstr. 16/17                                                                    |
| 09065606  | Rothenburgstraße 18 (Lage)                                                | Auguste-Victoria-Lyzeum | 1911 von Hans Heinrich Müller, (heute: Fichtenberg-Oberschule) | Fichtenberg-Oberschule, Rothenburgstr. 18                                               |
| 09065612  | Schildhornstraße 12 Lepsiusstraße 31 (Lage)                               | Mietshaus Bestandteil des Ensembles: Schildhornstraße                                                                                     | um 1895 | Mietshaus Schildhornstr. 12                                                             |
| 09065613  | Schildhornstraße 16–17 (Lage)                                             | Mietshaus | 1927–1929 von Franz Masser | Mietshaus Schldhornstr. 16–17                                                           |
| 09065614  | Schildhornstraße 85A Lepsiusstraße 33 (Lage)                              | Mietshaus Bestandteil des Ensembles: Schildhornstraße                                                                                     | 1889 von August Basedow | Mietshaus Schildhornstr. 85A                                                            |
| 09065615  | Schildhornstraße 86 (Lage)                                                | Mietshaus Bestandteil des Ensembles: Schildhornstraße                                                                                     | 1897–1898 von Paul Eichner | Mietshaus Schildhornstr. 86                                                             |
| 09065610  | Schloßstraße 4–5 Gutsmuthsstraße 28 (Lage)                                | Titania-Palast, Lichtspieltheater | 1927–1928 von Arbeitsgemeinschaft Schöffler, Schlönbach und Jacobi | Titania-Palast                                                                          |
| 09065610  | Schloßstraße 4–5 Gutsmuthsstraße 28 (Lage)                                | Umbau innen | 1953 von Hermann Fehling |                                                                                         |
| 09065623  | Schloßstraße 11–15 Schildhornstraße 1 (Lage)                              | Kaufhaus Wertheim (Fassade, heute: Boulevard Berlin)                                                                                      | 1951–1952 von Hans Soll, Fritz Peper, Werner Auth | ehem. Kaufhaus Wertheim, jetzt: Boulevard Berlin                                        |
| 09065623  | Schloßstraße 11–15 Schildhornstraße 1 (Lage)                              | Denkmalverlust: Kaufhaus Wertheim Ladenfläche                                                                                             | 1951–1952 von Hans Soll, Fritz Peper, Werner Auth; 2010 bis auf Fassade abgerissen |                                                                                         |
| 09065624  | Schloßstraße 21 (Lage)                                                    | Geschäftshaus (heute: Deutsche Post / Postbank)                                                                                           | 1959–1960 von Klaus Hendel und Horst Haseloff | Geschäftshaus Schloßstr. 21                                                             |
| 09065625  | Schloßstraße 26 Zimmermannstraße (Lage)                                   | Mietshaus | 1901–1902 von Robert Metzger | Schloßstr. 26                                                                           |
| 09065626  | Schloßstraße 27 Zimmermannstraße 39 (Lage)                                | Mietshaus | 1900–1901 von James Ruhemann | Zimmermannstr.39 / Schloßstr. 27                                                        |
| 09065627  | Schloßstraße 32–32A (Lage)                                                | Mietshaus | 1906–1907 von Franz Pomplun, Fassade von Patrzek & von Januszkiewicz | Schloßstr. 32/32A                                                                       |
| 09065628  | Schloßstraße 37 (Lage)                                                    | Rathaus Steglitz | 1896–1897 von Reinhardt & Süßenguth | Rathaus Steglitz                                                                        |
| 09065628  | Grunewaldstr.1                                                            | Denkmalverlust: Kassenbau | Kassenanbau von 1934, Abriss 2004 für Einkaufspassagen |                                                                                         |
| 09065629  | Schloßstraße 38–40 (Lage)                                                 | VW-Pavillon der VW-Generalvertretung (heute Backhaus und Café)                                                                            | 1951 von Curt Hans Fritzsche | VW-Pavillon                                                                             |
| 09065632  | Schloßstraße 44 Rothenburgstraße 31A (Lage)                               | Ev. Matthäuskirche Bestandteil des Ensembles: Ev. Matthäuskirche                                                                          | 1876–1880 von Emil Gette | Evangelische Matthäuskirche                                                             |
| 09065633  | Schloßstraße 44A–E (Lage)                                                 | Gemeindehaus der Ev. Matthäuskirche Bestandteil des Ensembles: Ev. Matthäuskirche                                                         | 1929–1930 von Otto Rudolf Salvisberg | Gemeindehaus, Schloßstr. 44                                                             |
| 09065635  | Schloßstraße 48 Wrangelstraße (Lage)                                      | Gutshaus Steglitz Bestandteil des Ensembles: Gutshaus Steglitz                                                                            | 1801–1804 von David Gilly und Heinrich Gentz, seit 1880 wiederholt umgebaut | Gutshaus Steglitz                                                                       |
| 09065634  | Schloßstraße 48 Wrangelstraße (Lage)                                      | Wirtschaftsgebäude des Gutshauses Steglitz                                                                                                | 1801–1804, ab 1884 Umbau und Erweiterung zum Festsaal von Max Nagel (siehe Ensemble Schloßstraße 48) | Wirtschaftsgebäude des Gutshauses Steglitz (heute Schlossparktheater)                   |
| 09065634  | Schloßstraße 48 Wrangelstraße (Lage)                                      | Wirtschaftsgebäude des Gutshauses Steglitz                                                                                                | Theater, 1920–1921 Umbau zum Schlosspark Theater mit Foyer von Hans Heinrich Müller | Foyer des Schlossparktheaters                                                           |
| 09060061  | Schloßstraße (vor Nr. 56) (Lage)                                          | Berliner Meilenstein | 1958 von Renée Sintenis |                                                                                         |
| 09065550  | Schloßstraße 97 Kieler Straße (Lage)                                      | Mietshaus | 1906–1907 von Fritz Redlin, Umbau 1952 und 1960 von Erich Jahnke | Mietshaus Kieler Str. 1 / Ecke Schloßstraße                                             |
| 09065638  | Schloßstraße 106 Hubertusstraße (Lage)                                    | Mietshaus Bestandteil des Ensembles: Hubertusstraße                                                                                       | 1873 von Gustav Wintz | Mietshaus Schloßstr. 106                                                                |
| 09065639  | Schmidt-Ott-Straße 6 (Lage)                                               | Einfamilienhaus | 1881 von Gebrüder Schmidt | Einfamilienhaus Schmidt-Ott-Str. 6                                                      |
| 09065639  | Schmidt-Ott-Straße 6 (Lage)                                               | Einfamilienhaus | Vorgarteneinfriedung, ab 1882 |                                                                                         |
| 09065640  | Schmidt-Ott-Straße 7A (Lage)                                              | Einfamilienhaus | 1935 von Bruno Schneidereit | Schmidt-Ott-Str. 7A                                                                     |
| 09065641  | Schmidt-Ott-Straße 13 (Lage)                                              | Wasserturm | 1885–1886 von Otto Techow | Wasserturm                                                                              |
| 09065642  | Schmidt-Ott-Straße 14 (Lage)                                              | Villa Anna | 1883 von Otto Techow | Villa Anna                                                                              |
| 09065643  | Schmidt-Ott-Straße 15 (Lage)                                              | Einfamilienhaus | 1930–1932 von Alfred Hoffmann | Schmidt-Ott-Str. 15                                                                     |
| 09065644  | Schmidt-Ott-Straße 17 (Lage)                                              | Einfamilienhaus | 1932–1933 von Erich Richter (siehe auch Gartendenkmal Hausgarten) | Schmidt-Ott-Str. 17                                                                     |
| 09065645  | Schmidt-Ott-Straße 21 (Lage)                                              | Mehrfamilienhaus | 1873 von Richard Hager (siehe auch Gartendenkmal Villengarten) | Mehrfamilienhaus Schmidt-Ott-Str. 21                                                    |
| 09065646  | Schorlemerallee 6 (Lage)                                                  | Einfamilienhaus | von Paul Voss und Paul Stephanowitz, 1922–1923, Anbau 1929 (siehe auch Gartendenkmal Hausgarten) |                                                                                         |
| 09065647  | Schützenstraße 19 (Lage)                                                  | Mietshaus | 1873 von Otto Pascal | Mietshaus Schützenstr. 19                                                               |
| 09065648  | Schützenstraße 44 Leydenallee 89 (Lage)                                   | Mietshaus & Treppenhausausmalung | 1884–1885 von Johann Sinnig | Mietshaus Schützenstr. 44                                                               |
| 09065648  | Schützenstraße 44 Leydenallee 89 (Lage)                                   | Mietshaus & Treppenhausausmalung | Treppenhausausmalung | Treppenhausausmalung                                                                    |
| 09065651  | Sedanstraße 3–4 (Lage)                                                    | Mietshäuser | 1904–1905 von Klitscher & Afdring |                                                                                         |
| 09065651  | Sedanstraße 3–4 (Lage)                                                    | Mietshäuser | Hinterhäuser |                                                                                         |
| 09065654  | Selerweg 31 (Lage)                                                        | Mietshaus | 1902–1904 von H. Schneider |                                                                                         |
| 09065655  | Sembritzkistraße 17/19 (Lage)                                             | Kath. St. Johannes-Evangelist-Kirche | Wiederaufbau 1950 von Felix Hinssen | St. Johannes-Evangelist-Kirche                                                          |
| 09065656  | Steglitzer Damm 7–7A (Lage)                                               | Mietshaus | 1907–1908 von Albert und Hermann Templiner | Mietshaus Steglitzer Damm 7-7a                                                          |
| 09065658  | Stindestraße 2 (Lage)                                                     | Wohnhaus | 1874–1875 von A. Rinke, Umbauten 1902 und 1922 |                                                                                         |
| 09065659  | Südendstraße 1 (Lage)                                                     | Mietshaus Bestandteil des Ensembles: Robert-Lück-Straße                                                                                   | 1895–1896 von Carl Böttcher | Mietshaus Südendstr. 1                                                                  |
| 09065661  | Wrangelstraße 5 (Lage)                                                    | Mietshaus | 1892–1893 von K. Flemming | Mietshaus Wrangelstr. 5                                                                 |
| 09065661  | Wrangelstraße 5 (Lage)                                                    | Mietshaus | Vorgarten, ab 1893 |                                                                                         |
| 09065607  | Wrangelstraße 8–9 (Lage)                                                  | Einfamilienhaus | 1924–1925 von Willy Grosser & Julius Klein | Einfamilienhaus Wrangelstraße 8–9                                                       |
| 09065662  | Wrangelstraße 10 (Lage)                                                   | Mietshaus | 1889–1890 von Julius Klein | Mietshaus Wrangelstr. 10                                                                |
| 09065663  | Wulffstraße 14 (Lage)                                                     | Mietshaus | 1892; mit Vorgarteneinfriedung, ab 1898 | Mietshaus Wulffstr. 14                                                                  |

## Gartendenkmale
| Nr.      | Lage | Offizielle Bezeichnung                                                                 | Beschreibung | Bild                                                |
| -------- | --- | -------------------------------------------------------------------------------------- | --- | --------------------------------------------------- |
| 09046276 | Arno-Holz-Straße 15 (Lage) | Landhausgarten                                                                         | 1921 (?) (siehe auch Baudenkmal Landhaus) |                                                     |
| 09046282 | Buhrowstraße 19 (Lage) | Hausgarten                                                                             | ab 1923 von Paul Rudolf Henning, mit Ludwig Lesser (siehe auch Baudenkmal Haus Henning)                                                                     |                                                     |
| 09046284 | Carl-Heinrich-Becker-Weg 19, 25 (Lage) | Hausgarten                                                                             | 1935 von Herta Hammerbacher (siehe auch Baudenkmal Einfamilienhaus)                                                                                         |                                                     |
| 09046286 | Fritschweg 1–16 Grillparzerstraße 15–16 Rückertstraße 4–5 (Lage) | Außenanlagen der Wohnanlage Steglitz II                                                | 1907–1908 von Paul Mebes (siehe auch Gesamtanlage Wohnanlage Steglitz II)                                                                                   | Wohnanlage Steglitz II                              |
| 09046288 | Gustav-Mahler-Platz (Lage) | Platzanlage                                                                            | 1910–1919 von Richard W. Köhler | Gustav-Mahler-Platz                                 |
| 09046289 | Heesestraße 19 (Lage) | Pflasterung                                                                            | 1900 | Pflasterung Heesestr. 19                            |
| 09046298 | Lauenburger Platz (Lage) | Platzanlage                                                                            | um 1910 von Fritz Zahn, Umgestaltungen 1925 und 1950, Erweiterung 1980                                                                                      | Lauenburger Platz                                   |
| 09046299 | Lepsiusstraße 116/118 (Lage) | Hausgarten                                                                             | 1937 von Walter Encke (siehe auch Baudenkmal Einfamilienhaus)                                                                                               | Hinter hohen Mauern: Hausgarten von Lepsiusstr. 116 |
| 09046300 | Leydenallee 47 (Lage) | Villengarten                                                                           | ab 1875 (siehe auch Baudenkmal Zweifamilienhaus) |                                                     |
| 09046390 | Rothenburgstraße 12 Schmidt-Ott-Straße 1 (Lage) | Forschungs- und Lehrgarten der TU Berlin, Fachgebiet Pflanzenökologie und Tierökologie | vor 1870, 1875, 1910, 1956, seit 1973 von Gustav Allinger (?), Ulrich Berger-Landefeldt, Reinhard Bornkamm, Herbert Sukopp (siehe auch Baudenkmal Wohnhaus) |                                                     |
| 09046306 | Schmidt-Ott-Straße 17 (Lage) | Hausgarten                                                                             | 1932 von Erich Richter (siehe auch Baudenkmal Einfamilienhaus)                                                                                              |                                                     |
| 09010219 | Schmidt-Ott-Straße 21 (Lage) | Villengarten                                                                           | 1873 (siehe auch Baudenkmal Mehrfamilienhaus) | Villengarten Schmidt-Ott-Str. 21                    |
| 09046307 | Schorlemerallee 6 (Lage) | Hausgarten                                                                             | 1923 (siehe auch Baudenkmal Einfamilienhaus) |                                                     |
| 09046309 | Steglitzer Damm Albrechtstraße Am Eichgarten Am Stadtpark Brückenstraße Goebenstraße Hermesweg Johanna-Stegen-Straße Klingsorstraße Sedanstraße Stindestraße (Lage) | Stadtpark Steglitz                                                                     | 1912–1914 von Fritz Zahn und Korte; Erweiterungen 1929, 1958–1968, Umgestaltungen 1956–1957, 1974                                                           | Stadtpark Steglitz · Stadtpark Steglitz             |
| 09046309 | Steglitzer Damm Albrechtstraße Am Eichgarten Am Stadtpark Brückenstraße Goebenstraße Hermesweg Johanna-Stegen-Straße Klingsorstraße Sedanstraße Stindestraße (Lage) | Stadtpark Steglitz                                                                     | Rosarium, 1917–1924 | Rosarium Stadtpark Berlin-Steglitz                  |